# Кадуб (Чортків)
Кадуб — мікрорайон Чорткова.

## Історія
Район ремзаводу-Кадубу раніше був невеликим присілком, а вже на початку XX століття став передмістям Чорткова.

## Вулиці
- 16 липня
- Антонича
- Барвінського
- Березовського
- Богуна
- Братів Лепких
- Бучацька
- Князя Володимира Великого
- Гірська
- Гніздовського
- Довбуша
- Заводська
- Золотарка
- Каденюка
- Кривоноса
- Криницького
- Лемківська
- Маковея
- Мельничука
- Об’їзна
- Огієнка
- Ольжича
- Рильського
- Савки
- Стуса
- Тичини
- Удовиченка
- Чайковського
- Чортківської Офензиви
- Чубинського
- Шашкевича
- Шеремети
- Шухевича
- Ягільницька
- Січинського
- Купчинського
- Кадуб
- Вербіцького

## Храми

### Православні
- Церква святого рівноапостольного князя Володимира Великого

## Навчальні заклади

### Школи
- Чортківська загальноосвітня школа № 5